# Великопольевское сельское поселение
Великопольевское сельское поселение — упразднённое муниципальное образование в составе Угранского района Смоленской области России.
Административный центр — деревня Великополье.
Образовано законом от 28 декабря 2004 года. Упразднено законом от 25 мая 2017 года с включением всех входивших в его состав населённых пунктов в Знаменское сельское поселение.

## Географические данные
- Расположение: центральная часть Угранского района
- Общая площадь: 64,62 км²
- Граничит:
  - на севере — с Вёшковским сельским поселением
  - на северо-востоке — с Дрожжинским сельским поселением
  - на востоке — с Знаменским сельским поселением
  - на юге — с Желаньинским сельским поселением
  - на юго-западе — с Михалёвским сельским поселением
- По территории поселения проходит автодорога Р132 Вязьма — Калуга — Тула — Рязань
- Крупные реки: Угра, Волоста.

## Население
| 2011 | 2012 | 2013 | 2014 | 2015 | 2016 | 2017 |
| ---- | ---- | ---- | ---- | ---- | ---- | ---- |
| 185  | ↗186 | ↘183 | ↗187 | ↗193 | ↗195 | ↘185 |

## Населённые пункты
На территории поселения находилось 9 населённых пунктов:
- Деревня Великополье — административный центр
- Гречишное, деревня
- Деменино, деревня
- Заречье, деревня
- Еленка, деревня
- Луги, деревня
- Маньшино, деревня
- Минино, деревня
- Плеснево, деревня

## Экономика
Сельхозпредприятие, медпункт.